# Ален Полц
Ален Полц е унгарска психоложка, писателка, унгарски пионер в танатологията (изследвания на смъртта и траура), основателка на Фондация „Унгарски хоспис“, съпруга на писателя Миклош Месьой, носител на награда „Кошут“.

## Биография
Родена е в Клуж-Напока на 7 октомври 1922 година. Ален Полц се омъжва на 19-годишна възраст, но по време на Втората световна война бива ранена и изпада в клинична смърт, след като претърпява ужасяващи страдания, поради продължително групово изнасилване от страна на съветски войници, изтезания и лишения. Бракът ѝ също се разпада, и това, и ужасите на войната оставят своя отпечатък върху целия ѝ живот. През 1949 г. завършва специалност психология във Факултета по хуманитарни науки на университета „Лоранд Йотвьош“. През същата година се омъжва за втори път, за писателя Миклош Месьой, бракът ѝ с когото продължава до смъртта на съпруга ѝ през 2001 година.
В началото на кариерата си Ален Пьолц практикува арттерапия за психично болни, а по-късно се занимава с игрова диагностика. От 1970 г. работи във Втора детска клиника на ул. „Тюзолто“ в Будапеща, където е психолог на много тежко болни и умиращи деца и техните близки. Тя първа в Унгария създава през 1976 година детски кът с игри в клинично отделение, както и отделна стая за родители. През 1991 г. основава и Фондация „Унгарски хоспис“.
Умира в Будапеща на 20 септември 2007 година.

## Творби и изобретения
Игровите методите на Ален Полц, с които поставя основите на тестовете с кукли „Игрови свят“, се използват от много психолози. За двойствеността на живота на Полц говори това, че макар в професионалните среди да е известна с изследванията си в областта на психологията на смъртта, тя развива също толкова значителна дейност в областта на детската психология.
Едно от последните ѝ новъведения в детската психология е „продължение“, усъвършенстване на „Игрови свят“ – тест с кукли, който съответства на визуалната ориентация на детето, тоест е изобразителен, драматичен, символизиращ, осигурява проекциите и реакциите на емоциите. По своята функция тази игра е подобна на куклените и на тези в „Игрови свят“, тъй като помага да се опознае детският свят, а също и наблюдателността и изобретателността. Развива адаптивността, когато детето играе с възрастен, който му помага в играта, допринася за освобождаването от задръжките и срамежливостта. Детето се идентифицира с играчката, като всяка фигура дава много възможности за идентификация.

## Награди
- 1991 – „Книга на годината“ за романа ѝ „Жена на фронта“
- 1992 – Награда „Тибор Дери“
- 2001 – среден кръст на Ордена за заслуги на Република Унгария

## Книги, издадени на български
- „Жена на фронта“ (Asszony a fronton), прев. от унг. Йонка Найденова, изд. „Панорама“, 1991